# Les Girls de Playboy
Cet article possède un paronyme, voir The Girl Next Door.
Les Girls de Playboy (en anglais The Girls Next Door) est une série de téléréalité américaine de la chaîne MTV qui mettait en scène, entre 2005 et 2010, le quotidien de Hugh Hefner (créateur du magazine Playboy) et ses trois petites amies bunnies avec qui il cohabite dans son « manoir Playboy ».

Dans les cinq premières saisons, on retrouve Holly Madison, Bridget Marquardt et Kendra Wilkinson.

À partir de la saison 6 (la dernière), elles sont remplacées par les jumelles Kristina et Karissa Shannon (19 ans) et Crystal Harris (23 ans).
Hugh Hefner a à chaque fois sa petite amie attitrée. Ce fut d'abord Holly Madison et ensuite Crystal Harris. Hefner a demandé la main de Cristall le 25 décembre 2010, malgré les 60 ans qui les séparent.
Il existe deux spin-off de cette série : Kendra, et Holly'World.

## Galerie de photos

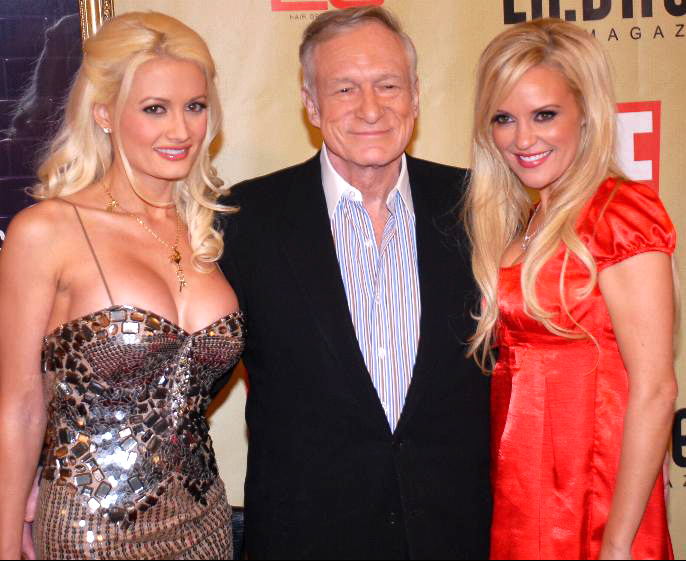
H. Madison, Hugh Hefner et B. Marquardt.
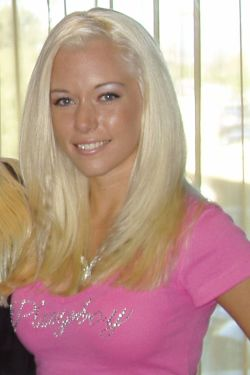
Kendra Wilkinson
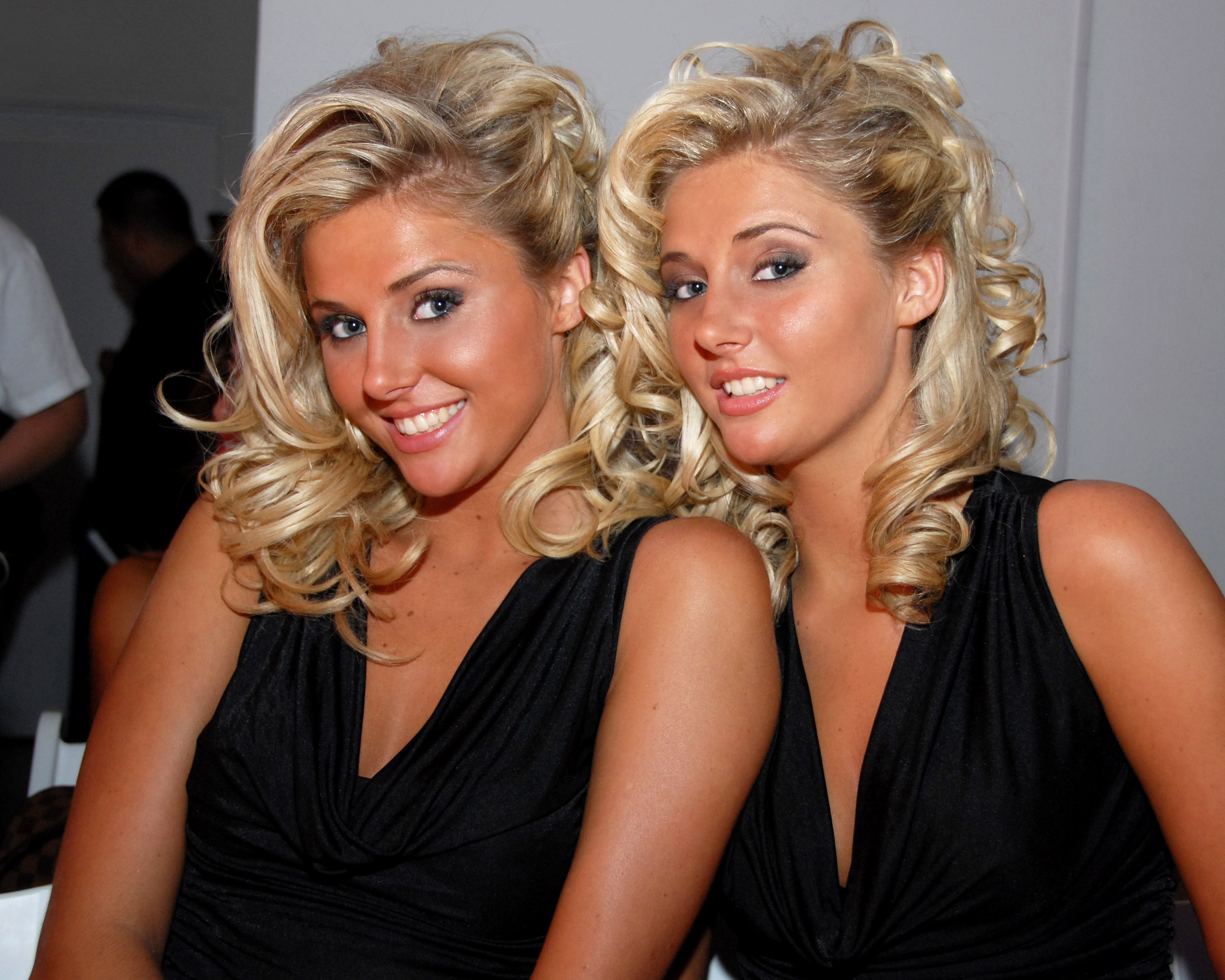
Kristina et Karissa Shannon
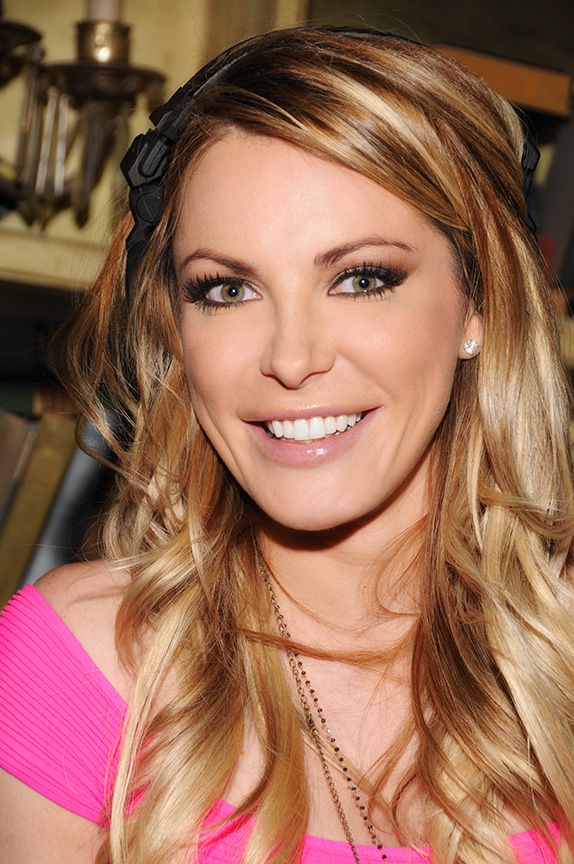
Crystal Harris en 2014

## Description
La série est diffusée sur MTV du lundi au vendredi à 18 h 30, et du lundi au vendredi sur E! à 18 h 35.
Cette émission expose la vie de Hugh Hefner, fondateur et propriétaire du célèbre magazine de charme Playboy, vivant dans le manoir Playboy en compagnie de ses trois petites amies, Holly Madison, Bridget Marquardt et Kendra Wilkinson. Cette télésérie montre aussi différentes playmates et certaines célébrités en compagnie de Hugh Hefner.
La série ne montre pas uniquement des événements qui se sont produits dans le manoir Playboy, mais aussi des événements se produisant dans l'environnement et en relation avec Playboy comme le festival de jazz Playboy à Hollywood Bowl, les sessions de photographie pour le magazine Playboy au Studio Ouest de Playboy, les soirées, anniversaires, mais surtout en relation avec la personnalité et la vraie vie des playmates.

## Distribution dans leur propre rôle
- Hugh Hefner (saison 1 à 6)
- Holly Madison (saison 1 à 5)
- Bridget Marquardt (saison 1 à 5)
- Kendra Wilkinson (saison 1 à 5)
- Crystal Harris (saison 6)
- Kristina Shannon (saison 6)
- Karissa Shannon (saison 6)

## Autres émissions desGirls
- Holly a participé à Dancing with the Stars 8 en 2009.
- Kendra a participé à la saison 12 de Dancing with the Stars en 2011, à la saison 1 de Splash en 2013, et à la saison 14 de I'm a Celebrity... Get Me Out of Here ! en 2014.
- Kristina et Karissa participent à la saison 9 de Celebrity Big Brother en 2012.